# Annika Hahn-Englund

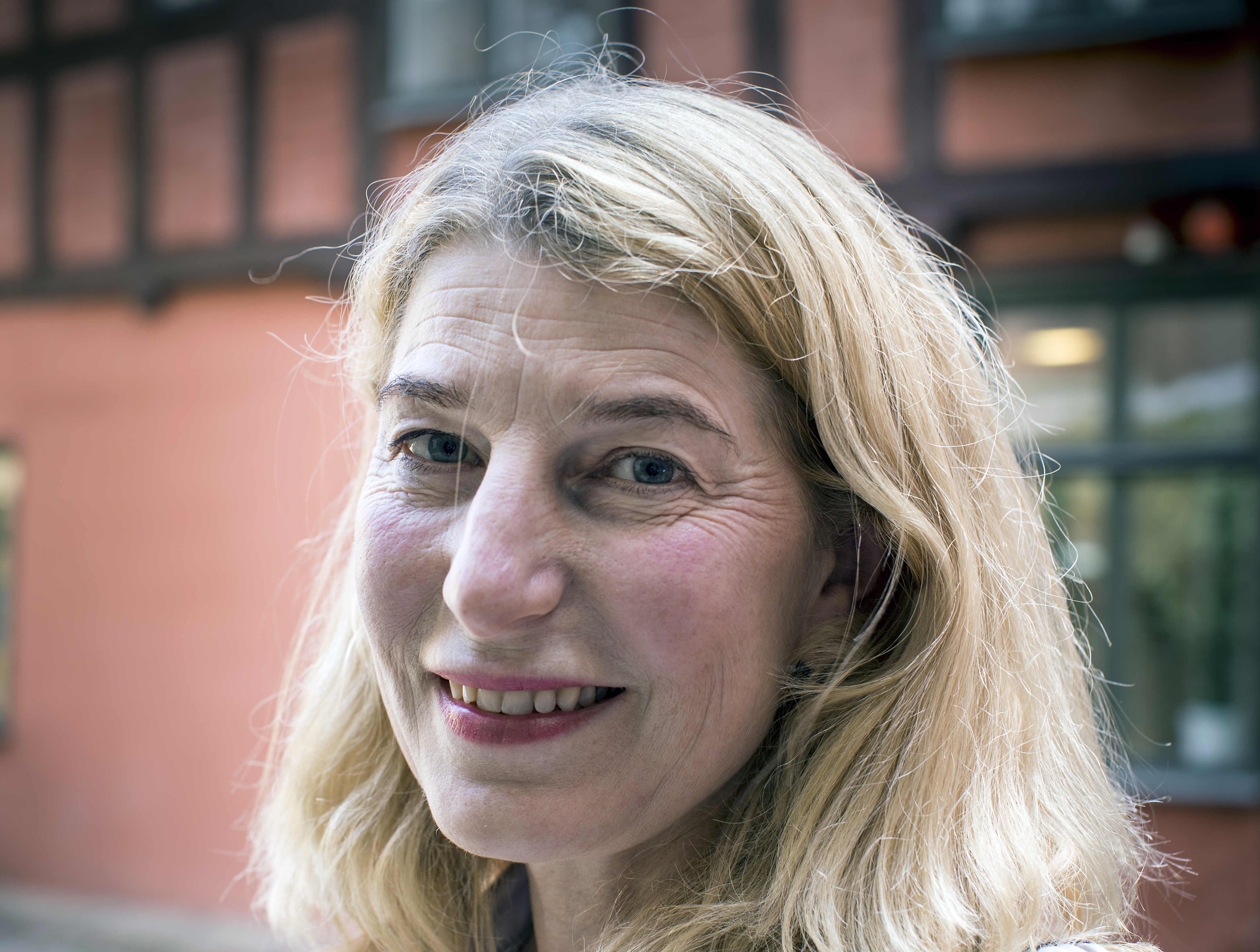
Annika Hahn-Englund, embaixadora sueca

Annika Hahn-Englund é uma diplomata sueca. Ela é embaixadora na Bélgica e no Luxemburgo.

## Carreira
Ela foi conselheira do Parlamento Europeu. Ela apoiou o Dia Internacional contra a Homofobia, Bifobia e Transfobia. Ela falou numa Conferência sobre Igualdade de Género e também no Dia Internacional da Mulher na Embaixada da Dinamarca. Ela também comemorou o Dia Nacional da Suécia e o Dia da República Italiana.
Ela foi uma representante do Conselho de Barreiras Fronteiriças.